# Radim (Středolabská tabule)

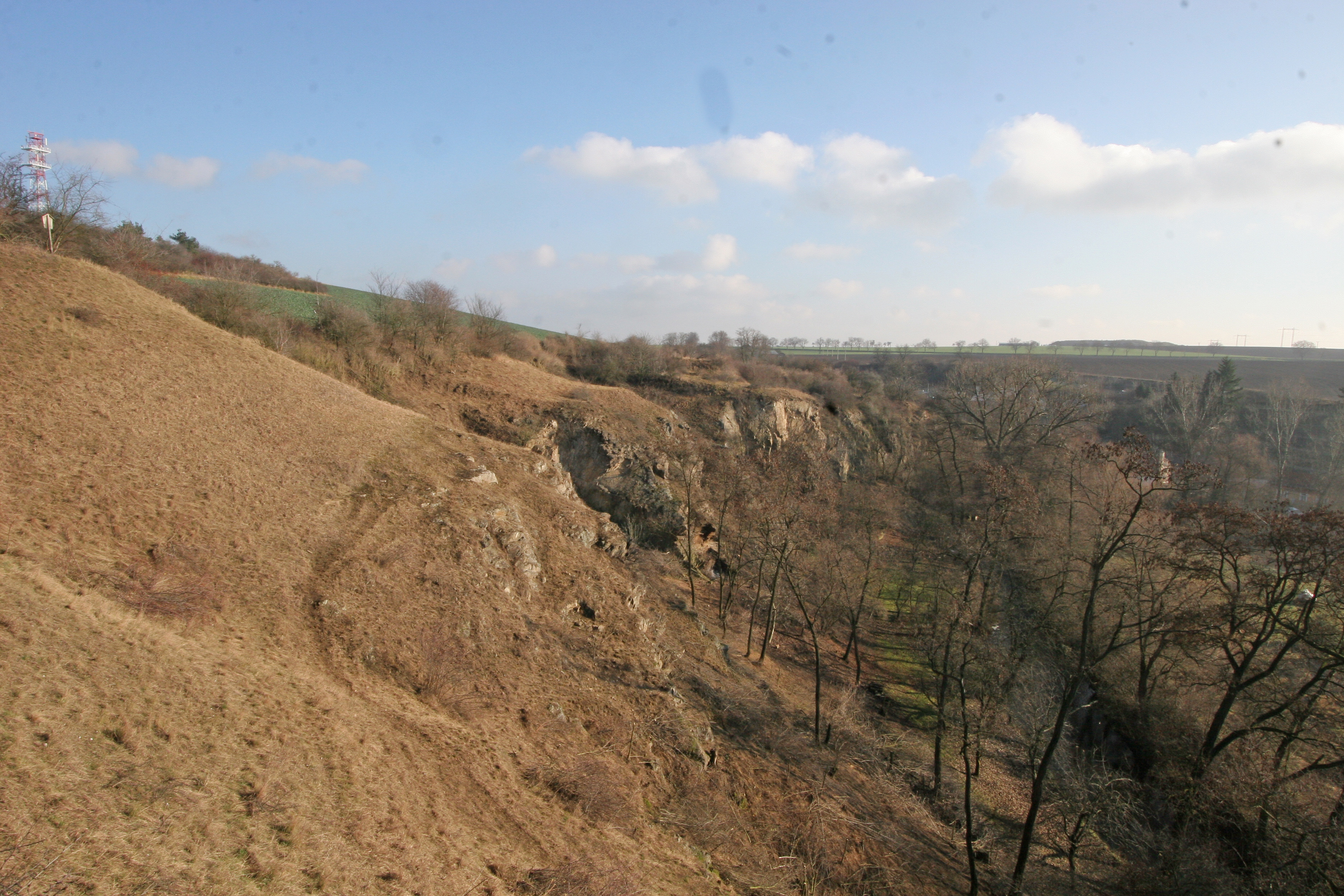
Západní strana vrchu s přírodní rezervací

Radim (268 m n. m.) je vrch v okrese Kolín Středočeského kraje. Leží asi 1 km zjz. od obce Radim na jejím katastrálním území.

## Geomorfologické zařazení
Geomorfologicky vrch náleží do celku Středolabská tabule, podcelku Českobrodská tabule a okrsku Kouřimská tabule.

## Přístup
Vrch je snadno přístupný z obce Radim, navazující obce Chotutice a osady Chroustov (ve všech třech sídlech jsou železniční zastávky tratě 012). Z jižní části obce Radim vede cesta po rozhraní pole a lesa k vysílači, který stojí na vrcholu kopce. Údolím Výrovky vede zelená turistická značka.